# Championnat d'Ouzbékistan de football 2003
Navigation
Saison précédente Saison suivante
La saison 2003 du Championnat d'Ouzbékistan de football est la douzième édition de la première division en Ouzbékistan, organisée sous forme de poule unique, l'Oliy Liga, où toutes les équipes se rencontrent deux fois au cours de la saison. En fin de saison, les deux derniers du classement sont relégués et remplacés par les deux meilleures équipes de Birinchi Liga, la deuxième division ouzbék.
C'est le Pakhtakor Tachkent, tenant du titre, qui remporte à nouveau le championnat cette saison après avoir terminé en tête du classement final, avec six points d'avance sur le Neftchi Ferghana et quatorze sur le Navbahor Namangan. C'est le 4e titre de champion d'Ouzbékistan de l'histoire du club, qui réussit même le doublé en s'imposant en finale de la Coupe d'Ouzbékistan, face au Nasaf Qarshi.

## Clubs participants
- Pakhtakor Tachkent
- Neftchi Ferghana
- FK Guliston - Promu de Birinchi Liga
- FK Bukhara
- Navbahor Namangan
- Tsementchi Kuvasai - Promu de Birinchi Liga
- FK Andijan
- FK Kyzylkum Zarafshan
- Traktor Tachkent
- FK Surxon Termiz
- FK Samarqand-Dinamo
- Nasaf Qarshi
- Metallurg Bekabad
- FK Dostlik Tachkent
- Temiryulchi Kokand
- Mash'al Mubarek

## Compétition
Le barème de points servant à établir le classement se décompose ainsi :
- Victoire : 3 points
- Match nul : 1 point
- Défaite : 0 point

### Classement
| Rang | Équipe                  | Pts | J  | G  | N | P  | Bp | Bc | Diff |
| ---- | ----------------------- | --- | -- | -- | - | -- | -- | -- | ---- |
| 1    | Pakhtakor Tachkent T'C' | 77  | 30 | 25 | 2 | 3  | 82 | 23 | +59  |
| 2    | Neftchi Ferghana        | 71  | 30 | 23 | 2 | 5  | 80 | 35 | +45  |
| 3    | Navbahor Namangan       | 63  | 30 | 19 | 6 | 5  | 66 | 28 | +38  |
| 4    | Nasaf Qarshi            | 60  | 30 | 19 | 3 | 8  | 58 | 40 | +18  |
| 5    | FK Kyzylkum Zarafshan   | 55  | 30 | 17 | 4 | 9  | 59 | 33 | +26  |
| 6    | Mash'al Mubarek         | 44  | 30 | 13 | 5 | 12 | 48 | 40 | +8   |
| 7    | FK Andijan              | 39  | 30 | 11 | 6 | 13 | 38 | 36 | +2   |
| 8    | Dinamo Samarqand        | 35  | 30 | 11 | 2 | 17 | 40 | 46 | -6   |
| 9    | Surxon Termiz           | 34  | 30 | 10 | 4 | 16 | 32 | 56 | -24  |
| 10   | Temiryulchi Kokand      | 33  | 30 | 11 | 0 | 19 | 47 | 67 | -20  |
| 11   | FK Dostlik Tachkent     | 33  | 30 | 10 | 3 | 17 | 40 | 59 | -19  |
| 12   | FK Bukhara              | 32  | 30 | 10 | 2 | 18 | 48 | 56 | -8   |
| 13   | Metallurg Bekabad       | 32  | 30 | 9  | 5 | 16 | 36 | 69 | -33  |
| 14   | Traktor Tachkent        | 31  | 30 | 9  | 4 | 17 | 44 | 62 | -18  |
| 15   | Sementchi Kuvasoy P     | 31  | 30 | 8  | 7 | 15 | 39 | 64 | -25  |
| 16   | FK Guliston P           | 21  | 30 | 6  | 3 | 21 | 22 | 65 | -43  |

|  | Qualification pour la Ligue des champions 2004                                      |
|  | Relégation directe en Birinchi Liga                                                 |
|  | T: Tenant du titre C: Vainqueur de la Coupe d'Ouzbékistan P: Promu de Birinchi Liga |

## Bilan de la saison
| Championnat d'Ouzbékistan de football 2003 |                               |
| Champion                                   | Pakhtakor Tachkent (4e titre) |
| Coupes et trophées                         |                               |
| Vainqueur de la Coupe d'Ouzbékistan 2003   | Pakhtakor Tachkent            |
| Qualifications continentales               |                               |
| Ligue des champions 2004                   | Pakhtakor Tachkent            |
| Ligue des champions 2004                   | Neftchi Ferghana              |
| Promotions et relégations                  |                               |
| Promus en Oliy Liga                        | Lokomotiv Tachkent            |
| Promus en Oliy Liga                        | Sogdiana Jizzakh              |
| Relégués en Birinchi Liga                  | FK Guliston                   |
| Relégués en Birinchi Liga                  | Tsementchi Kuvasai            |